# معاهدة لندن (1839)
معاهدة لندن لعام 1839، وتسمى أيضًا معاهدة لندن الأولى واتفاقية 1839، ومعاهدة الفصل ومعاهدة الخماسية لعام 1839، أو معاهدة المواد الرابعة والعشرين، كانت معاهدة وقعت في 19 أبريل عام 1839 بين القوى الأوربية الكبرى ومملكة الأراضي المنخفضة المتحدة وبلجيكا.
بموجب المعاهدة، اعترفت القوى الأوروبية باستقلال وحياد بلجيكا وأرست الاستقلال الكامل للجزء الناطق باللغة الألمانية في لوكسمبورغ. تطلبت المادة السابعة من بلجيكا أن تظل حيادية على الدوام، وفي المقابل تطلب من القوى الأوربية الموقعة حماية البلاد في حال تعرضها للغزو.